# Cynisca rouxae
Cynisca rouxae är en ödleart som beskrevs av  Hahn 1979. Cynisca rouxae ingår i släktet Cynisca och familjen Amphisbaenidae. Inga underarter finns listade i Catalogue of Life.